# Batista Mendy
Batista Mendy (Saint-Nazaire, 12 gennaio 2000) è un calciatore francese, difensore del Trabzonspor.

## Caratteristiche tecniche
È un difensore centrale.

## Carriera

### Club
Cresciuto nel settore giovanile del Nantes, debutta in prima squadra il 13 settembre 2020 in occasione dell'incontro di Ligue 1 perso 2-1 contro il Monaco; nel luglio 2021 viene acquistato dall'Angers, con cui firma un contratto triennale.
L'8 settembre 2023, Mendy passa a titolo definitivo al Trabzonspor, nella Süper Lig, per circa 5 milioni di euro.

### Nazionale
Ha giocato nelle nazionali giovanili francesi Under-16, Under-17, Under-18 ed Under-19.

## Statistiche
Statistiche aggiornate al 28 novembre 2023.
| Stagione        | Squadra         | Campionato      | Campionato | Campionato | Coppe nazionali | Coppe nazionali | Coppe nazionali | Coppe continentali | Coppe continentali | Coppe continentali | Altre coppe | Altre coppe | Altre coppe | Totale | Totale |
| Stagione        | Squadra         | Comp            | Pres       | Reti       | Comp            | Pres            | Reti            | Comp               | Pres               | Reti               | Comp        | Pres        | Reti        | Pres   | Reti   |
| --------------- | --------------- | --------------- | ---------- | ---------- | --------------- | --------------- | --------------- | ------------------ | ------------------ | ------------------ | ----------- | ----------- | ----------- | ------ | ------ |
| 2017-2018       | Nantes 2        | N3              | 2          | 0          |                 | -               | -               |                    | -                  | -                  |             | -           | -           | 2      | 0      |
| 2018-2019       | Nantes 2        | N2              | 19         | 0          |                 | -               | -               |                    | -                  | -                  |             | -           | -           | 19     | 0      |
| 2019-2020       | Nantes 2        | N2              | 20         | 0          |                 | -               | -               |                    | -                  | -                  |             | -           | -           | 20     | 0      |
| 2020-2021       | Nantes 2        | N2              | 2          | 0          |                 | -               | -               |                    | -                  | -                  |             | -           | -           | 2      | 0      |
| 2020-2021       | Nantes          | L1              | 2          | 0          | CF              | 1               | 0               |                    | -                  | -                  |             | -           | -           | 3      | 0      |
| 2021-2022       | Angers          | L1              | 34         | 1          | CF              | 1               | 0               |                    | -                  | -                  |             | -           | -           | 35     | 1      |
| 2022-2023       | Angers          | L1              | 35         | 0          | CF              | 3               | 0               |                    | -                  | -                  |             | -           | -           | 38     | 0      |
| lug.-ago.2023   | Angers          | L2              | 3          | 0          | CF              | 0               | 0               |                    | -                  | -                  |             | -           | -           | 3      | 0      |
| Totale Angers   | Totale Angers   | Totale Angers   | 72         | 1          |                 | 1               | 0               |                    | -                  | -                  |             | -           | -           | 73     | 1      |
| ago.2023-2024   | Trabzonspor     | SL              | 8          | 0          | TK              | 0               | 0               | -                  | -                  | -                  | -           | -           | -           | 8      | 0      |
| Totale carriera | Totale carriera | Totale carriera | 125        | 1          |                 | 5               | 0               |                    | -                  | -                  |             | -           | -           | 130    | 1      |